# Pholidobolus hillisi
Espèce
Pholidobolus hillisi est une espèce de sauriens de la famille des Gymnophthalmidae.

## Répartition
Cette espèce est endémique de la province de Zamora-Chinchipe en Équateur.

## Étymologie
Cette espèce est nommée en l'honneur de David Mark Hillis.

## Publication originale
- Torres-Carvajal, Venegas, Lobos, Mafla-Endara & Sales-Nunes, 2014 : A new species of Pholidobolus (Squamata: Gymnophthalmidae) from the Andes of southern Ecuador. Amphibian & Reptile Conservation, vol. 8, no 1, p. 76–88 (texte intégral).